# Javier Illana
Javier Illana García (Leganés, Madrid, 1985. szeptember 12. –) spanyol műugró, a madridi Real Canoe NC sportolója.

## Élete
2010-ben, a margitszigeti műugró-Európa-bajnokságon – 414,35-os ponteredménnyel – az 1 méteres műugrás versenyszámában a 3., míg a 3 méteres számban a 4. helyen végzett.

## Eredmények
| Sportesemény                        | Versenyszámok | Versenyszámok | Versenyszámok | Versenyszámok | Versenyszámok |
| Sportesemény                        | 1 m           | 3 m           | 3 m szinkron  | 10 m torony   | 10 m szinkron |
| ----------------------------------- | ------------- | ------------- | ------------- | ------------- | ------------- |
| 2002-es junior műugró-Eb            |               |               |               | 10.           | –             |
|                                     |               |               |               |               |               |
| 2004-es úszó-Eb                     | –             | 10.           | –             | –             | –             |
| 2004-es nyári olimpia               | –             | 19.           | –             | –             | –             |
|                                     |               |               |               |               |               |
| 2005-ös úszó-vb                     | –             | –             | 9.            | –             | –             |
|                                     |               |               |               |               |               |
| 2006-os úszó-Eb                     | 6.            | 4.            | –             | –             | –             |
|                                     |               |               |               |               |               |
| 2007-es stockholmi világkupa        | –             |               | –             | –             | –             |
| 2007-es úszó-vb                     | 9.            | –             | –             | –             | –             |
|                                     |               |               |               |               |               |
| 2008-as nyári olimpia               | –             | 20.           | –             | –             | –             |
|                                     |               |               |               |               |               |
| 2009-es moszkvai Gran Prix          | –             |               | –             | –             | –             |
| 2009-es úszó-vb                     | 6.            | 7.            | 12.           | –             | –             |
|                                     |               |               |               |               |               |
| 2010-es kínai világkupa             | –             | 8.            | –             | –             | –             |
| 2010-es madridi Gran Prix           | –             |               | –             | –             | –             |
| 2010-es Fort Lauderdale-i Gran Prix | –             | 9.            | –             | –             | –             |
| 2010-es moszkvai Gran Prix          | –             | 4.            | –             | –             | –             |
| 2010-es úszó-Eb                     |               | –             | –             | –             | –             |
|                                     |               |               |               |               |               |
| 2011-es mű- és toronyugró-Eb        | 4.            | 6.            | –             | –             | –             |
| 2011-es montreali Gran Prix         | –             |               | –             | –             | –             |
| 2011-es bolzanói Gran Prix          |               | 6.            | –             | –             | –             |
| 2011-es úszó-vb                     | 5.            | 9.            | –             | –             | –             |
|                                     |               |               |               |               |               |
| 2012-es rostocki Gran Prix          | –             | 10.           | –             | –             | –             |
| 2012-es műugró-világkupa            | –             | 23.           | –             | –             | –             |
| 2012-es montreali Gran Prix         | –             |               | –             | –             | –             |
| 2012-es úszó-Eb                     | 4.            | 9.            | –             | –             | –             |
| 2012-es madridi Gran Prix           | –             |               | –             | –             | –             |
| 2012-es bolzanói Gran Prix          | –             | 4.            | –             | –             | –             |
| 2012-es nyári olimpia               | –             | 12.           | –             | –             | –             |
|                                     |               |               |               |               |               |
| 2014-es madridi Gran Prix           | –             |               | –             | –             | –             |